# Plim el Magno
Plim el Magno es una serie de historietas creada por el dibujante español Escobar. Comenzó en 1969, en la revista Pulgarcito.

## Trayectoria editorial
La serie solo duró año y medio.

## Argumento y personajes
Plim el Magno es un superhéroe atípico, si se le puede definir así, pues solo existe para el lector como tal y en ningún momento sabemos de él más que como superhéroe disfrazado. Plim, a diferencia de la mayoría de personajes del género, solo se presenta cuando se le llama: «A mí, Plim»; y, cumplida su misión, desaparece sin dar más explicaciones.
Tiene muchos poderes (puede volar, entrar por cualquier sitio, posee supervista, superfuerza, superagilidad, es invulnerable, puede manipular objetos a distancia, producir sucesos y eventos materiales y temporales, da la sensación de que su potencial es ilimitado).
En mitad de la serie se justificaron sus enormes capacidades por ser de origen mágico y esotérico, pero por problemas con las autoridades pasó a ser extraterrestre. También tuvo problemas por enfrentarse con las fuerzas del orden, que aunque se intentaron justificar, le acarrearon serios problemas.